# Замок Виньяйш
Замок Виньяйш (порт. Castelo de Vinhais) — средневековый замок в поселке Виньяйш округа Браганса Португалии. Находился на границе Португалии и Кастилии и за время своего существования несколько раз переходил из рук в руки.

## История
Виньяйш (порт. «виноградники») изначально был галисийским городищем, но в ходе римского вторжения на Пиренейский полуостров был превращен в римский форт. Далее поселок был занят свевами, вестготами и, наконец, мусульманами. С изгнанием последних деревня была разрушена и заброшена.
Восстановление Виньяйш стало результатом инициатив португальской короны по привлечению в регион жителей. При Афонсу III (1248—1279) Виньяйш вновь стал полноценной деревней, расположившейся вокруг церкви Сан-Факундо.
Во время правления короля Диниша (1279—1325) Виньяйнш упоминался в перечне селений португальской короны, и уже в это время в деревне существовали две церкви и стена. К концу XIII века крепостная стена имела пять или шесть башен, две из которых имели ворота, однако как такового замка ещё не существовало. Точная дата возведения замка неизвестна, но уже во время правления Фернанду I (1367—1433) замок был оккупирован войсками Кастилии (между 1369 и 1371).
Во время кризиса 1383—1385 годов мэр Виньяйш принял сторону принцессы Беатрис, но позже признал власть Жуана I (1385—1433).
Во времена правления короля Мануэля I (1495—1521) замок был упомянут в «Книге крепостей» (1509), где было указано на плохое состояние его укреплений: часть стены к тому времени обрушилась, а две оставшихся башни сильно обветшали.
В XVI веке замок получил барбакан и дополнительные башни, стена была удлиненна ввиду расширения деревни. В ходе войны за независимость селение и замок серьезно пострадали. В XVII—XVIII веках были проведены реставрационные работы, но они мало помогли.
28 июня 1947 года замок был объявлен национальным памятником.
В начале 1960-х годов муниципалитет посчитал руины замка опасными для населения и попытался из снести. Это привело к началу реконструкции и реставрации замка со стороны государства, под эгидой Генеральной дирекции национальных зданий и памятников (DGEMN). В результате были реставрированы трое ворот, две башни и сохранившаяся часть крепостной стены на восточной стороне села.
Недавно появились сообщения, что одна из башен в историческом центре Виньяйша близка к обрушению, что вызвало беспокойство среди жителей.

## Архитектура
В первые годы своего существования замок имел неправильную овальную форму и был усилен пятью или шестью башнями, две из которых защищали по бокам главные ворота. Ворота имели прямоугольную форму. Ещё одни ворота были заключены в зубчатый барбакан. Деревня была заключена внутрь крепостных стен, между ними находились жилые дома и церковь Успения Девы Марии (Igreja de Nossa Senhora da Assunção).